# Датский национальный симфонический оркестр

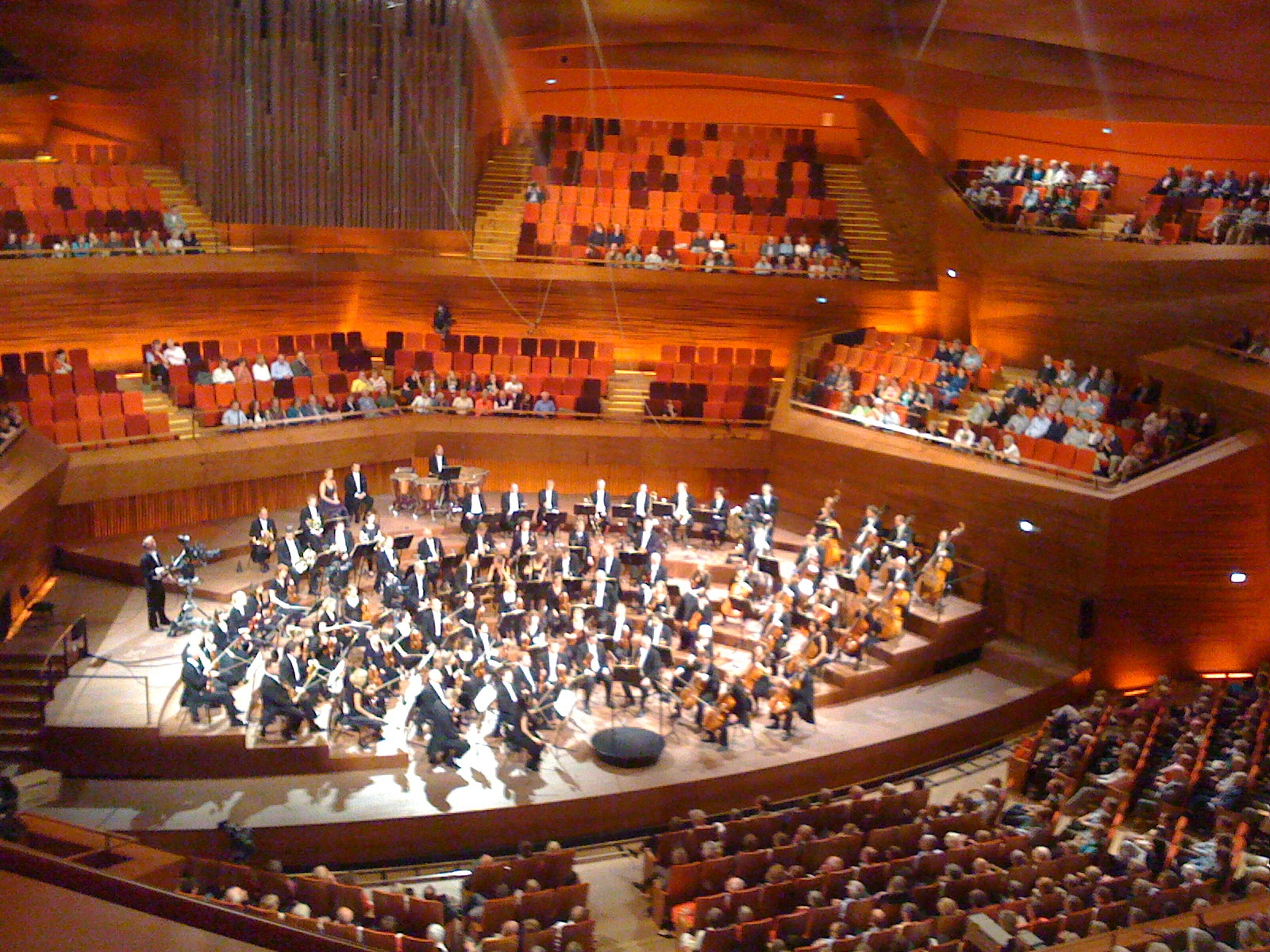
Датский симфонический оркестр выступает в Концертхусете в Копенгагене

Симфонический оркестр Датского радио (дат. DR SymfoniOrkestret, также именуется Датский национальный симфонический оркестр) — основной симфонический оркестр Дании, базирующийся в Копенгагене и спонсируемый Датским радио.
Оркестр был основан в 1925 году и является старейшим радио-оркестром мира.
С 2017 года главным дирижёром оркестра является итальянец Фабио Луизи.

## Главные дирижёры оркестра
- 1967—1977 —  Герберт Блумстедт
- 1986—1988 —  Ламберто Гарделли
- 1988—1995 —  Лейф Сегерстам
- 1995—1998 —  Ульф Ширмер
- 2000—2004 —  Герд Альбрехт
- 2004—2011 —  Томас Даусгор
- 2012—2014 —  Рафаэль Фрюбек де Бургос
- 2017 — н. в. —  Фабио Луизи

## Известные приглашённые дирижёры
- 1930—1960 Николай Малько
- 1933—1951 Фриц Буш
- 1949—1964 Юджин Орманди
- 1954—1960 Рафаэль Кубелик
- 1968—1976 Серджу Челибидаке
- 1979—1982 Ян Кренц
- 1983—1985 Ханс Граф

## Капельмейстеры оркестра
- 1925—1956 Лауни Грёндаль
- 1927—1936 Эмиль Реэсен
- 1936—1957 Эрик Туксен
- 1950—1976 Могенс Вёльдиге
- 1957—1963 Томас Енсен